# Rugby-League-Weltmeisterschaft 2013/Gruppe B
Die Gruppe B der Rugby-League-Weltmeisterschaft 2013 umfasste Frankreich, Neuseeland, Papua-Neuguinea und Samoa. Die Gruppenspiele fanden zwischen dem 27. Oktober und dem 11. November statt.

## Tabelle
|    | Land            | Spiele | Siege | Unent. | Ndlg. | Spiel- punkte | Diff. | Tabellen- punkte |
| -- | --------------- | ------ | ----- | ------ | ----- | ------------- | ----- | ---------------- |
| 1. | Neuseeland      | 3      | 3     | 0      | 0     | 146:34        | + 112 | 6                |
| 2. | Samoa           | 3      | 2     | 0      | 1     | 84:52         | + 32  | 4                |
| 3. | Frankreich      | 3      | 1     | 0      | 2     | 15:78         | - 63  | 2                |
| 4. | Papua-Neuguinea | 3      | 0     | 0      | 3     | 22:103        | - 81  | 0                |

## Spiele

### Papua-Neuguinea – Frankreich
| 27. Oktober 16:00 | Papua-Neuguinea                                 | 8 : 9         | Frankreich                                                                                             | Craven Park, Hull Zuschauer: 7.481 Schiedsrichter: Ben Cummins |
| 27. Oktober 16:00 | Versuche: MacDonald 17. n.erh. Abavu 42. n.erh. | (4:6) Bericht | Versuche: Bosc 6. erh. Erhöhungen: Bosc (1/1) Straftritte: Bosc (1/1) 60. Dropgoals: Barthau (1/1) 64. | Craven Park, Hull Zuschauer: 7.481 Schiedsrichter: Ben Cummins |

| 1                  | David Mead        |
| 2                  | Josiah Abavu      |
| 3                  | Menzie Yere       |
| 4                  | Israel Eliab      |
| 5                  | Nene MacDonald    |
| 6                  | Ray Thompson      |
| 7                  | Ase Boas          |
| 8                  | Mark Mexico       |
| 9                  | Paul Aiton        |
| 10                 | Enoch Maki        |
| 11                 | Dion Aiye         |
| 12                 | Jason Chan        |
| 13                 | Neville Costigan  |
| Auswechselspieler: |                   |
| 14                 | Charlie Wabo      |
| 15                 | Richard Kambo     |
| 16                 | Jessie Joe Nandye |
| 17                 | Larsen Marabe     |

| 1                  | Morgan Escaré       |
| 2                  | Frédéric Vaccari    |
| 3                  | Jean-Philippe Baile |
| 4                  | Vincent Duport      |
| 5                  | Clint Greenshields  |
| 6                  | Thomas Bosc         |
| 7                  | William Barthau     |
| 8                  | Jamal Fakir         |
| 9                  | Éloi Pélissier      |
| 10                 | Rémi Casty          |
| 11                 | Kevin Larroyer      |
| 12                 | Sébastien Raguin    |
| 13                 | Grégory Mounis      |
| Auswechselspieler: |                     |
| 14                 | Theo Fages          |
| 15                 | Olivier Elima       |
| 16                 | Benjamin Garcia     |
| 17                 | Mickaël Simon       |

### Neuseeland – Samoa
| 27. Oktober 18:00 | Neuseeland | 42 : 24        | Samoa | Halliwell Jones Stadium, Warrington Zuschauer: 13.965 Schiedsrichter: Richard Silverwood |
| 27. Oktober 18:00 | Versuche: Hoffman 11. erh. Mannering 15. erh., 22. erh. Tuivasa-Sheck 17. n.erh. Vatuvei 43. n.erh., 49. n.erh., 73. erh. Luke 45. erh. Erhöhungen: Johnson (5/8) | (22:4) Bericht | Versuche: Roberts 39. n.erh. Leilua 52. n.erh. Manumalealii 57. n.erh. Matagi 60. erh. A. Winterstein 65. erh. Erhöhungen: Milford (2/5) | Halliwell Jones Stadium, Warrington Zuschauer: 13.965 Schiedsrichter: Richard Silverwood |

| 1                  | Josh Hoffman            |
| 2                  | Roger Tuivasa-Sheck     |
| 3                  | Dean Whare              |
| 4                  | Bryson Goodwin          |
| 5                  | Manu Vatuvei            |
| 6                  | Kieran Foran            |
| 7                  | Shaun Johnson           |
| 8                  | Jared Waerea-Hargreaves |
| 9                  | Isaac Luke              |
| 10                 | Sam Moa                 |
| 11                 | Frank Pritchard         |
| 12                 | Sonny Bill Williams     |
| 13                 | Simon Mannering         |
| Auswechselspieler: |                         |
| 14                 | Jesse Bromwich          |
| 15                 | Elijah Taylor           |
| 16                 | Sam Kasiano             |
| 17                 | Frank-Paul Nu'uausala   |

| 1                  | Anthony Milford     |
| 2                  | Antonio Winterstein |
| 3                  | Junior Sa'u         |
| 4                  | Joseph Leilua       |
| 5                  | Daniel Vidot        |
| 6                  | Reni Maitua         |
| 7                  | Ben Roberts         |
| 8                  | David Fa'alogo      |
| 9                  | Pita Godinet        |
| 10                 | Suaia Matagi        |
| 11                 | Iosia Soliola       |
| 12                 | Frank Winterstein   |
| 13                 | Sauaso Sue          |
| Auswechselspieler: |                     |
| 14                 | Penani Manumalealii |
| 15                 | Leeson Ah Mau       |
| 16                 | Mark Taufua         |
| 17                 | Mose Masoe          |

### Neuseeland – Frankreich
| 1. November 20:00 | Neuseeland | 48 : 0         | Frankreich | Parc des Sports, Avignon Zuschauer: 17.518 Schiedsrichter: Phil Bentham |
| 1. November 20:00 | Versuche: Inu 6. erh. Goodwin 24. erh. Nu'uausala 39. erh., 75. erh. Johnson 51. erh., 55. erh. Eastwood 65. erh. Tuivasa-Sheck 80. erh. Erhöhungen: Johnson (8/8) | (18:0) Bericht |            | Parc des Sports, Avignon Zuschauer: 17.518 Schiedsrichter: Phil Bentham |

| 1                  | Kevin Locke             |
| 2                  | Jason Nightingale       |
| 3                  | Bryson Goodwin          |
| 4                  | Krisnan Inu             |
| 5                  | Roger Tuivasa-Sheck     |
| 6                  | Kieran Foran            |
| 7                  | Shaun Johnson           |
| 8                  | Ben Matulino            |
| 9                  | Isaac Luke              |
| 10                 | Jared Waerea-Hargreaves |
| 11                 | Frank Pritchard         |
| 12                 | Alex Glenn              |
| 13                 | Simon Mannering         |
| Auswechselspieler: |                         |
| 14                 | Elijah Taylor           |
| 15                 | Sam Kasiano             |
| 16                 | Frank-Paul Nu'uausala   |
| 17                 | Greg Eastwood           |

| 1                  | Morgan Escaré       |
| 2                  | Frédéric Vaccari    |
| 3                  | Jean-Philippe Baile |
| 4                  | Vincent Duport      |
| 5                  | Cyril Stacul        |
| 6                  | Thomas Bosc         |
| 7                  | Theo Fages          |
| 8                  | Olivier Elima       |
| 9                  | Kane Bentley        |
| 10                 | Rémi Casty          |
| 11                 | Kevin Larroyer      |
| 12                 | Sébastien Raguin    |
| 13                 | Andrew Bentley      |
| Auswechselspieler: |                     |
| 14                 | Grégory Mounis      |
| 15                 | Jamal Fakir         |
| 16                 | Benjamin Garcia     |
| 17                 | Mickaël Simon       |

### Papua-Neuguinea – Samoa
| 4. November 20:00 | Papua-Neuguinea             | 4 : 38         | Samoa | Craven Park, Hull Zuschauer: 6.871 Schiedsrichter: Shayne Hayne |
| 4. November 20:00 | Versuche: Nandye 45. n.erh. | (0:28) Bericht | Versuche: Matagi 2. erh. A. Winterstein 9. n.erh., 25. erh., 79. n.erh. Godinet 15. erh. Roberts 37. erh. Sue 61. erh. Erhöhungen: Milford (5/7) | Craven Park, Hull Zuschauer: 6.871 Schiedsrichter: Shayne Hayne |

| 1                  | David Mead        |
| 2                  | Josiah Abavu      |
| 3                  | Menzie Yere       |
| 4                  | Israel Eliab      |
| 5                  | Nene MacDonald    |
| 6                  | Dion Aiye         |
| 7                  | Ray Thompson      |
| 8                  | Mark Mexico       |
| 9                  | Paul Aiton        |
| 10                 | Larsen Marabe     |
| 11                 | Jessie Joe Nandye |
| 12                 | Jason Chan        |
| 13                 | Neville Costigan  |
| Auswechselspieler: |                   |
| 14                 | Charlie Wabo      |
| 15                 | Richard Kambo     |
| 16                 | Jason Tali        |
| 17                 | Enoch Maki        |

| 1                  | Anthony Milford     |
| 2                  | Antonio Winterstein |
| 3                  | Timoteo Lafai       |
| 4                  | Joseph Leilua       |
| 5                  | Daniel Vidot        |
| 6                  | Penani Manumalealii |
| 7                  | Ben Roberts         |
| 8                  | David Fa'alogo      |
| 9                  | Pita Godinet        |
| 10                 | Suaia Matagi        |
| 11                 | Iosia Soliola       |
| 12                 | Leeson Ah Mau       |
| 13                 | Sauaso Sue          |
| Auswechselspieler: |                     |
| 14                 | Michael Sio         |
| 15                 | Mark Taufua         |
| 16                 | Junior Moors        |
| 17                 | Mose Masoe          |

### Neuseeland – Papua-Neuguinea
| 8. November 20:00 | Neuseeland | 56 : 10        | Papua-Neuguinea                                                   | Headingley Carnegie Stadium, Leeds Zuschauer: 18.180 Schiedsrichter: Ashley Klein |
| 8. November 20:00 | Versuche: Goodwin 4. erh. Tuivasa-Sheck 7. erh., 11. erh. Williams 15. erh., 27. erh., 40. erh. Nu'uausala 30. n.erh. Whare 50. erh., 56. erh. Taylor 67. n.erh. Erhöhungen: Johnson (8/10) | (40:0) Bericht | Versuche: Aiye 41. erh. Albert 78. n.erh. Erhöhungen: Paniu (1/2) | Headingley Carnegie Stadium, Leeds Zuschauer: 18.180 Schiedsrichter: Ashley Klein |

| 1                  | Josh Hoffman          |
| 2                  | Roger Tuivasa-Sheck   |
| 3                  | Dean Whare            |
| 4                  | Bryson Goodwin        |
| 5                  | Manu Vatuvei          |
| 6                  | Kieran Foran          |
| 7                  | Shaun Johnson         |
| 8                  | Ben Matulino          |
| 9                  | Isaac Luke            |
| 10                 | Jesse Bromwich        |
| 11                 | Alex Glenn            |
| 12                 | Sonny Bill Williams   |
| 13                 | Elijah Taylor         |
| Auswechselspieler: |                       |
| 14                 | Sam Moa               |
| 15                 | Sam Kasiano           |
| 16                 | Frank-Paul Nu'uausala |
| 17                 | Thoms Leuluai         |

| 1                  | David Mead        |
| 2                  | Josiah Abavu      |
| 3                  | Menzie Yere       |
| 4                  | Francis Paniu     |
| 5                  | Nene MacDonald    |
| 6                  | Ray Thompson      |
| 7                  | Dion Aiye         |
| 8                  | Neville Costigan  |
| 9                  | Charlie Wabo      |
| 10                 | Joe Bruno         |
| 11                 | Jessie Joe Nandye |
| 12                 | Jason Chan        |
| 13                 | Sebastien Pandia  |
| Auswechselspieler: |                   |
| 14                 | Wellington Albert |
| 15                 | Paul Aiton        |
| 16                 | Jason Tali        |
| 17                 | Mark Mexico       |

### Frankreich – Samoa
| 11. November 20:00 | Frankreich                                       | 6 : 22        | Samoa                                                                                                | Stade Gilbert Brutus, Perpignan Zuschauer: 11.576 Schiedsrichter: Henry Perenara |
| 11. November 20:00 | Versuche: Escaré 32. erh. Erhöhungen: Bosc (1/1) | (6:6) Bericht | Versuche: Vidot 4. erh. Milford 46. erh. Godinet 61. n.erh. Moors 74. erh. Erhöhungen: Milford (3/4) | Stade Gilbert Brutus, Perpignan Zuschauer: 11.576 Schiedsrichter: Henry Perenara |

| 1                  | Morgan Escaré       |
| 2                  | Frédéric Vaccari    |
| 3                  | Jean-Philippe Baile |
| 4                  | Vincent Duport      |
| 5                  | Clint Greenshields  |
| 6                  | Thomas Bosc         |
| 7                  | William Barthau     |
| 8                  | Jamal Fakir         |
| 9                  | Éloi Pélissier      |
| 10                 | Rémi Casty          |
| 11                 | Kevin Larroyer      |
| 12                 | Sébastien Raguin    |
| 13                 | Grégory Mounis      |
| Auswechselspieler: |                     |
| 14                 | Tony Gigot          |
| 15                 | Antoni Maria        |
| 16                 | Benjamin Garcia     |
| 17                 | Mickaël Simon       |

| 1                  | Anthony Milford     |
| 2                  | Antonio Winterstein |
| 3                  | Timoteo Lafai       |
| 4                  | Joseph Leilua       |
| 5                  | Daniel Vidot        |
| 6                  | Pita Godinet        |
| 7                  | Ben Roberts         |
| 8                  | Suaia Matagi        |
| 9                  | Michael Sio         |
| 10                 | David Fa'alogo      |
| 11                 | Leeson Ah Mau       |
| 12                 | Iosia Soliola       |
| 13                 | Sauaso Sue          |
| Auswechselspieler: |                     |
| 14                 | Tony Puletua        |
| 15                 | Junior Moors        |
| 16                 | Mark Taufua         |
| 17                 | Mose Masoe          |